# ریوکو شینوهارا
ریوکو شینوهارا (انگلیسی: Ryoko Shinohara؛ زادهٔ ۱۳ اوت ۱۹۷۳) یک هنرپیشه، و خواننده اهل ژاپن است.
او در سریال آخرین سیندرلا و فیلم باغ ساکورا در شمال
بازی کرده است.